# Lucas Hedges
Lucas Hedges (Brooklyn, Nueva York; 12 de diciembre de 1996) es un actor estadounidense. Es conocido por sus papeles en películas como Moonrise Kingdom, Kill the Messenger, Lady Bird, Tres anuncios en las afueras y Manchester frente al mar, película por la que obtuvo una nominación a los premios Óscar al mejor actor de reparto.

## Biografía
Hedges nació en Brooklyn Heights, Nueva York, siendo el segundo hijo de la poeta y actriz Susan Bruce (Titman) y el director y guionista nominado a los Óscar, Peter Hedges. Actualmente estudia artes en la Universidad de Carolina del Norte.

## Filmografía
| Año  | Título                                    | Personaje                   | Notas |
| ---- | ----------------------------------------- | --------------------------- | ----- |
| 2007 | Dan in Real Life                          | Compañero de baile de Lilly |       |
| 2012 | Arthur Newman                             | Kevin Avery                 |       |
| 2012 | Moonrise Kingdom                          | -                           |       |
| 2013 | The Zero Theorem                          | Bob                         |       |
| 2013 | Labor Day                                 | -                           |       |
| 2014 | Kill the Messenger                        | Ian Webb                    |       |
| 2014 | The Grand Budapest Hotel                  | -                           |       |
| 2016 | Manchester by the Sea                     | Patrick                     |       |
| 2017 | Lady Bird                                 | Danny O'Neill               |       |
| 2017 | Three Billboards Outside Ebbing, Missouri | Robbie Hayes                |       |
| 2018 | Boy Erased                                | Jared Eamons                |       |
| 2018 | Ben Is Back                               | Ben Burns                   |       |
| 2018 | Mid90s                                    | Ian                         |       |
| 2019 | Honey Boy                                 | Otis Lort                   |       |
| 2019 | Waves                                     |                             |       |
| 2020 | Let Them All Talk                         |                             |       |
| 2020 | French Exit                               |                             |       |
| 2024 | Shirley                                   | Robert Gottlieb             |       |

## Premios y nominaciones

### Óscar
| Año  | Categoría              | Película              | Resultado |
| ---- | ---------------------- | --------------------- | --------- |
| 2017 | Mejor actor de reparto | Manchester by the Sea | Nominado  |

### Globos de Oro
| Año  | Categoría           | Película   | Resultado |
| ---- | ------------------- | ---------- | --------- |
| 2019 | Mejor actor - Drama | Boy Erased | Nominado  |

### BAFTA
| Año  | Categoría                      | Película                       | Resultado |
| ---- | ------------------------------ | ------------------------------ | --------- |
| 2017 | Mejor actor de reparto         | Manchester by the Sea          | Nominado  |
| 2018 | Premio a la estrella emergente | Premio a la estrella emergente | Nominado  |

### Sindicato de Actores
| Año  | Categoría              | Película                                  | Resultado |
| ---- | ---------------------- | ----------------------------------------- | --------- |
| 2017 | Mejor reparto          | Manchester by the Sea                     | Nominado  |
| 2017 | Mejor actor de reparto | Manchester by the Sea                     | Nominado  |
| 2018 | Mejor reparto          | Three Billboards Outside Ebbing, Missouri | Ganador   |

### Crítica Cinematográfica
| Año  | Categoría              | Película              | Resultado |
| ---- | ---------------------- | --------------------- | --------- |
| 2017 | Mejor intérprete joven | Manchester by the Sea | Ganador   |
| 2017 | Mejor reparto          | Manchester by the Sea | Nominado  |
| 2017 | Mejor actor de reparto | Manchester by the Sea | Nominado  |

### Independent Spirit
| Año  | Categoría              | Película              | Resultado |
| ---- | ---------------------- | --------------------- | --------- |
| 2017 | Mejor actor de reparto | Manchester by the Sea | Nominado  |

### Satellite
| Año  | Categoría              | Película              | Resultado |
| ---- | ---------------------- | --------------------- | --------- |
| 2017 | Mejor actor de reparto | Manchester by the Sea | Nominado  |